# Jamnica (Prežihov Voranc)
Jamnica s podnaslovom »roman soseske« (1945) je kmečki kolektivni roman Prežihovega Voranca. Pripoveduje o življenju koroške vasi med letoma 1920 in 1935.